# Carol Guzy
Carol Guzy, född 7 mars 1956 i Bethlehem, Pennsylvania, är en amerikansk fotojournalist. För sina fotografier har hon vunnit Pulitzerpriset fyra gånger mellan 1986 och 2011. Hon arbetar för dagstidningen The Washington Post.